# Caporedattore
Il caporedattore o redattore capo è un giornalista che, in stretta collaborazione con il direttore responsabile di una testata, coordina l'attività dei redattori per la stesura e il coordinamento dell'edizione.
La sua è una figura importante in quanto necessita di grande sensibilità e competenza, oltre che di grande disponibilità a mediare fra i vari capiservizio e il direttore. Deve inoltre agire in conformità alla linea editoriale del giornale senza entrare in conflitto con l'editore, pur nel rispetto delle sue convinzioni, della verità e della deontologia professionale.
Di norma è un giornalista con alle spalle diversi anni di esperienza e che sa esercitare un certo ascendente sugli altri membri della redazione. 

## Il caporedattore centrale
Il caporedattore centrale in particolare si distingue dagli altri caporedattori per le funzioni di coordinamento del giornale. Mentre agli altri caporedattori può spettare la gestione di un singolo settore o di una singola redazione, al caporedattore centrale spetta il coordinamento di tutte le redazioni, incluse quelle periferiche rispetto alla redazione centrale. Generalmente il caporedattore centrale viene scelto direttamente dal direttore (o acquisisce tale ruolo per contratto aziendale) e può svolgere funzioni analoghe al vicedirettore, soprattutto nelle redazioni in cui manchi tale carica.
Il ruolo di caporedattore centrale può non essere esclusivo di un singolo giornalista, ma ricoperto anche da più giornalisti, secondo le volontà del direttore. Gli eventuali caporedattore centrali, se nominati a norma dei Contratti nazionali giornalistici firmati da Fnsi e Fieg dopo il 2009, oggi possono avere anche un incarico temporaneo; l'incarico di caporedattore centrale, invece, non può essere ritenuto temporaneo per chi ha ricevuto tale mansione precedentemente al CNLG del 2009, successivamente o contemporaneamente alla nomina a caporedattore.